# Браун, Феликс
Феликс Браун (нем. Felix Braun; 4 ноября 1885 года, Вена ― 29 ноября 1973 года, Клостернойбург, Нижняя Австрия) ― австрийский писатель.

## Биография
Феликс Браун родился в Вене в еврейской семье. Его мать умерла в 1888 году, когда родилась его сестра Кете, которая впоследствии также стала известной писательницей. В 1904 году он поступил на факультет германистики в Венский университет. Параллельно занимался историей искусства, а четыре года спустя защитил докторскую диссертацию. Его первые литературные работы начали публиковаться в 1905 году в Neue Freie Presse, Österreichische Rundschau и Die neue Rundschau. В 1910 году он стал художественным редактором Berliner National-Zeitung.
В 1912 году Феликс Браун женился на Хедвиг Фройнд, но в 1915 году супруги развелись. Работая редактором в Verlag Georg Müller в Мюнхене, Браун познакомился с рядом выдающихся немецких писателей, среди которых были Ханс Каросса, Томас Манн и Райнер Мария Рильке. С 1928 по 1938 год он был приват-доцентом немецкой литературы в университетах Палермо и Падуе . Он перешёл из иудаизма в католицизм в 1935 году. Чтобы избежать преследований со стороны нацистов, которые запретили к изданию его работы, он иммигрировал в 1939 году в Соединённое Королевство и оставался там до 1951 года, преподавая литературу и историю искусств. По возвращении в Австрию, Браун читал лекции на семинаре Макса Рейнхардта и в Венском университете прикладного искусства.
Скончался в 1973 году. Был похоронен в Центральном кладбище в Вене. В 1977 году в честь писателя был назван переулок в Вене.

## Творчество
В начале XX века Браун принадлежал к литературному движению, известному как «Молодая Вена». Там компанию ему составляли такие писатели-новаторы, как Стефан Цвейг, Антон Вильдганс и Макс Брод. Браун был неоромантистом, он писал изысканные, пышные стихи в самых разных формах. Его работы сосредоточены на темах религии, классической древности и его австрийской родины. Браун также был секретарём великого австрийского писателя Хуго фон Хофманнсталя и его близким другом.
В 1937 году Феликс Браун отредактировал и опубликовал блестящую антологию немецкой лирической поэзии под названием Der Tausendjährige Rosenstrauch (Тысячелетний куст роз). Она была переиздана много раз и остаётся одним из самых популярных собраний в своём роде. Он также перевёл работы Фомы Кемпийского и Иоанна Креста.

## Признание
- Литературная премия города Вены, 1944.
- Гран-при австрийской государственной премии в области литературы, 1951.
- Почётное кольцо города Вены, 1955.
- Медаль учредителя Федерального министерства образования, 1955.
- Премия Грильпарцера, 1965.
- Австрийский почётный знак «За науку и искусство», 1966[4].
- Именование Феликс-Браун-Гассе, переулка в Вене-Дёблинг.

## Публикации
- Gedichte, 1909
- Novellen und Legenden, 1910
- Der Schatten des Todes, 1910
- Till Eulenspiegels Kaisertum, 1911
- Neues Leben, 1912
- Verklärungen, 1916
- Tantalos, 1917
- Die Träume des Vineta, 1919
- Hyazinth und Ismene, 1919
- Das Haar der Berenike, 1919
- Attila, 1920
- Aktaion, 1921
- Die Taten des Herakles, 1921
- Wunderstunden,1923
- Der unsichtbare Gast, 1924
- Der Schneeregenbogen, 1925
- Das innere Leben, 1926
- Deutsche Geister, 1925
- Die vergessene Mutter, 1925
- Esther, 1926
- Der Sohn des Himmels, 1926
- Agnes Altkirchner, 1927
- Zwei Erzählungen von Kindern, 1928
- Die Heilung der Kinder, 1929
- Laterna magica, 1932
- Ein indisches Märchenspiel, 1935
- Ausgewählte Gedichte, 1936
- Kaiser Karl V., 1936
- Der Stachel in der Seele, 1948
- Das Licht der Welt, 1949
- Die Tochter des Jairus, 1950
- Briefe in das Jenseits, 1952
- Aischylos, dialogue, 1953
- Viola d`Amore, 1903-1953, 1953
- Das musische Land, 1952
- Die Eisblume, 1955
- Rudolf der Stifter, 1955
- Joseph und Maria, 1956
- Irina und der Zar, 1956
- Orpheus, 1956
- Unerbittbar bleibt Vergangenheit, 1957
- Gespräch über Stifters Mappe meines Urgroßvaters, 1958
- Der Liebeshimmel, 1959
- Palermo und Monreale, 1960
- Imaginäre Gespräche, 1960
- Rede auf Max Mell, 1960
- Zeitgefährten, Begegnungen, 1963
- Die vier Winde, 1964
- Schönes in Süditalien - Palermo, 1965
- Anrufe des Geistes, 1965
- Aufruf zur Tafel, 1965
- Das weltliche Kloster, 1965
- Das Nelkenbeet, 1914-1965, 1965
- Frühe und späte Dramen 1909-1967, 1971